# Karašica
Karašica – rzeka w Chorwacji, która płynie przez miasto Valpovo; dopływ Drawy (ujście na 32. kilometrze Drawy).
Jej dorzecze zajmuje powierzchnię 936 km². Powstaje z połączenia Voćinskiej i Branjinskiej, co ma miejsce w okolicach Čađavicy. Płynie równolegle do Drawy i wpada do niej nieopodal Josipovaca. Odwadnia wschodnią część Podrawia.